# Espàrtac (pel·lícula de 1960)
Espàrtac (títol original en anglès Spartacus) és una pel·lícula estatunidenca dirigida per Stanley Kubrick estrenada el 1960. Ha estat doblada al català.

## Argument[2]
73 aC. Espàrtac és un esclau traci que treballa en unes mines a Líbia. És comprat per Lentulus Batiatus, propietari d'una escola de gladiadors a Càpua. Allà, l'entrenador Marcellus l'inicia en l'ofici de gladiador. Coneix altres esclaus, entre els quals Draba el Negre i Crixus. També s'interessa per Varinia, una de les esclaves que Marcellus dona de vegades en recompensa per a una nit als gladiadors que s'ho han guanyat.
Crassus arriba aviat a l'escola de gladiadors amb altres tres companys i demana a Batiatus que faci combatre dues parelles de gladiadors fins a la mort. Spartacus és seleccionat per barallar-se contra Draba a l'arena. És vençut, però Draba es nega a matar-lo i llança el seu trident cap a la llotja dels espectadors on es llança. Crassus el mata d'un cop de daga abans que no aconsegueixi pujar sobre l'estrada. Fastiguejats per la mort de Draba, els gladiadors degollen Marcellus i es revolten. Veient que no s'unirà a la rebel·lió, Batiatus se salva portant Varinia amb ell.
Al Senat romà de Roma, el plebeu Sempronius Gracchus, adversari declarat de Crassus, fa votar una moció donant a Marcus Glabrus, cap de la guarnició de Roma i protegit de Crassus, el comandament d'un exèrcit encarregat de sufocar la revolta dels esclaus que s'han refugiat al Vesubi. Esperant Cèsar, aliat de Gracchus, pren el comandament de la guarnició de la ciutat. Quan surt l'exèrcit de Glabrus, Antoninus, un esclau poeta de Crassus, fuig i marxa per reunir-se amb els rebels. Aquests tallen a trossos l'exèrcit de Glabrus. L'objectiu d'Espàrtac és travessar Itàlia fins al mar amb als seus homes on pagarà els pirates cilicis per fer-los embarcar als seus vaixells i transportar-los el més lluny possible de Roma. Al començament del viatge, s'hi uneix Varinia, que ha aconseguit escapar-se de les urpes de Batiatus. Es fan amants i Varinia queda aviat embarassada.
Quan els esclaus arriben a la costa, el cap cilici els comunica que no els podrà embarcar, ja que Crassus ha pagat la seva flota perquè salpi. Ofereix només embarcar Espàrtac, Varinia i alguns dels seus oficials al seu vaixell personal però Espàrtac s'hi nega i l'expulsa fora del camp. Es prepara llavors per enfrontar-se a les legions romanes. A Roma, Crassus ha promès aixafar la rebel·lió a condició que sigui designat dictador, i el Senat ha acceptat malgrat les protestes de Gracchus. Els esclaus veuen aviat com es concreta l'amenaça sobre ells. L'exèrcit de Crassus arriba de Roma i és reforçada per la de Pompeia, que arriba de Calàbria, i la de Lucul, que s'acosta a Brundisium.
L'exèrcit esclau pateix una desfeta completa i Crixus mor a la batalla. Espàrtac i Antoninus són fets presos. Al camp de batalla, Crassus troba Varinia, que acaba de parir, i la porta a Roma. La cobejava des que l'havia entrevist a la casa de Batiatus a Càpua. Crassus promet als captius que no seran castigats si els lliuren Espàrtac. Amb gran sorpresa, tots declaren: Sóc Espartàc!. El vencedor els condemna a ser crucificat al llarg de la Via Àpia fins a les portes de Roma. Ordena que Antoninus i Espàrtac, encadenats l'un a l'altre, siguin els últims a ser posats a la creu.
Batiatus, arruïnat per la revolta dels seus gladiadors, vol revenjar-se de Crassus, que acusa de ser la causa de la seva desgràcia. Torna a Roma i s'ajunta amb Gracchus, ara caigut en desgràcia. Aquest li dona diners per rescatar Varinia i portar-la a la Gal·lia on trobarà la llibertat. Després de la seva marxa, Gracchus se suïcida.
Durant aquest temps, Crassus, a qui s'ha unit Cèsar, és a les portes de Roma i ordena Espàrtac i Antoninus barallar-se en duel fins a la mort. El vencedor serà llavors penjat a la creu. Espàrtac guanya el combat i és crucificat prop dels murs de Roma. L'endemà al matí, Batiatus i Varinia surten de la ciutat agafant la Via Àpia i veuen Espàrtac a la seva creu. Varinia li ensenya el seu fill abans d'allunyar-se al carretó amb el seu ancià amo.

## Repartiment
- Kirk Douglas: Espàrtac
- Laurence Olivier: Crassus
- Peter Ustinov: Batiatus
- Jean Simmons: Varinia
- Tony Curtis: Antoninus
- Charles Laughton: Gracchus
- John Ireland: Crixus
- Joanna Barnes:Claudia
- Peter Brocco:Ramon
- John Gavin: Juli Cèsar
- Herbert Lom: Tigranes
- John Dall: Glabrus
- Charles McGraw: Marcellus
- narració: Vic Perrin

## Al voltant de la pel·lícula
- El novel·lista Howard Fast i el guionista Dalton Trumbo havien estat condemnats per la comissió d'activitats antiamericanes. Víctimes del maccarthisme, van posar a la seva narració tots els seus impulsos de llibertat humana. El guió implica nombroses al·lusions per anticipació a la història americana i als debats polítics de la seva època: per alguns, Espàrtac és precristià, per a altres, precomunista, etc.
- Kirk Douglas, interessat per la novel·la de Fast, va decidir produir-la i va demanar a Trumbo d'adaptar-la. Es va enfadar amb el primer director Anthony Mann, i el va reemplaçar pel jove Stanley Kubrick, que va acabar la pel·lícula. Douglas va protegir molt valentament Trumbo que havia estat a la «llista negra» i que va haver de començar a treballar a la pel·lícula sota el pseudònim de Sam Jackson. Al final de la producció de la pel·lícula, la llista negra ja no tenia sentit i Trumbo va poder sortir als crèdits.
- Dues escenes de la pel·lícula realitzades per Anthony Mann van aparèixer al muntatge final. Les de les mines de pedra, i la de l'escola dels gladiadors.
- Espàrtac implica nombroses escenes xocants al seu temps: visions d'ossaris, escenes sagnants, al·lusions sexuals... Algunes d'aquestes escenes només apareixen a la versió restaurada del 1991, com l'escena de bany on Crassus fa insinuacions al seu esclau Antoninus en un diàleg de doble sentit.
- La pel·lícula es pren llibertats amb l'Espàrtac històric. Aquest últim per exemple no era el cap de la revolta dels esclaus, sinó només una de les seves més importants figures. Hauria mort al combat i no crucificat. Només Espàrtac, Crassus, Gracchus i Cèsar han tingut una existència històrica, els altres personatges són ficticis.
- Amb 13 milions de dòlars, la pel·lícula va ser la segona pel·lícula més cara de l'època després de Ben Hur, que en va costar 16.
- John Gavin, que interpreta el paper de Juli Cèsar, és conegut sobretot per ser l'amant de Marion Crane a la pel·lícula Psicosi d'Alfred Hitchcock. Després, va deixar el món del cinema i es va fer ambaixador estatunidenc a Mèxic.

## Premis i Nominacions

### Premis[3]
- Oscar al millor actor secundari per Peter Ustinov
- Oscar al millor vestuari per una pel·lícula en color per Valles i Bill Thomas
- Oscar a la millor fotografia per una pel·lícula en color per Russell Metty
- Oscar a la millor direcció artística per una pel·lícula en color per Alexander Golitzen, Eric Orbom, Russel A. Gausman i Julia Heron.

### Nominacions[3]
- Oscar al millor muntatge (Robert Lawrenre)
- Oscar a la millor banda sonora (Àlex North)